# Pentekostalizm w Portoryko
Pentekostalizm w Portoryko – społeczność zielonoświątkowców w Portoryko, będąca drugą siłą religijną i stanowiący ponad 15% populacji. Zielonoświątkowcy są najszybciej rosnącym protestanckim ugrupowaniem. Ruch zielonoświątkowy pojawił się w Portoryko w roku 1916.

## Historia
Pentekostalizm pojawił się w roku 1916, a stało się to za sprawą Juana Leóna Lugo, który nawrócił się na pentekostalizm na Hawajach. Miało to miejsce 13 czerwca 1913 roku. Z Hawajów przybył do San Francisco, gdzie głosił dla hiszpańsko-języcznych Amerykanów. W sierpniu 1916 roku przybył do Portoryko. Pierwszy zielonoświątkowy zbór założony został 3 listopada 1916 w Ponce i stał się siedzibą dla Iglesia de Dios Pentecostal, który przez pewien czas był stowarzyszony ze Zborami Bożymi w USA, a później stał się niezależną denominacją. Lugo był prześladowany zarówno przez katolików jak i protestantów (uczniowie Chrystusa, prezbiterianie i baptyści). Lugo przez 15 lat pracował w Portoryko. Założył w tym czasie około 40 zborów, po czym przeniósł się do Nowego Jorku.
Już w 1928 roku w Nowym Jorku istniała już liczna diaspora portorykańskich zielonoświątkowców, w związku z czym Lugo wysłał pastora, który założył tam zbór portorykański . 
Ważną rolę w rozwoju pentekostalizmu odegrali przyjezdni ewangeliści z USA. Jednym z nich był Francisco Olazábal, były pastor metodystyczny, który prowadził działalność ewangelizacyjną w całym regionie karaibskim, ale szczególną uwagę poświęcał dla Portoryko. W 1933 roku Olazábal zorganizował krucjatę „Puerto Rico para Cristo” (Portoryko dla Chrystusa). Krucjatę wsparła część protestantów, jak np. „Uczniowie Chrystusa”, natomiast tradycyjni protestanci ocenili ją krytycznie. Inną ważną osobą była Leoncia Rosado „Mama Leo”, założycielka Iglesia Cristiana Damascus i mentorka dla takich zielonoświątkowych działaczy jak Nicky Cruz, Jim Jimenez i innych. Zajmowała się opieką nad osobami uzależnionymi od narkotyków, nad prostytutkami i ludźmi z marginesu. Ricardo Taṅnón, założyciel denominacji Iglesia Cristiana Juan 3:16, założył wiele zborów w Portoryko oraz Dominikanie. 
W 1948 roku zielonoświątkowcy stanowili już 50% protestantów. W Brazylii zielonoświątkowcy osiągnęli ten punkt w 1960, a w Panamie w 1979 roku. W 2014 roku zielonoświątkowcy osiągnęli 15,4% populacji.
W latach 90. XX wieku zielonoświątkowcy zaczęli odgrywać ważną rolę w polityce. Zielonoświątkowi oraz charyzmatyczni liderzy zaczęli być widoczni i wpływowi na portorykańskiej scenie politycznej. Udzielili oni poparcia dla Pedro Rosselló i jego partii Partido Nuevo Progresista (PNP). PNP wygrała wybory w roku 1992 i 1996.
Według Samuela Cruza Portorykańczycy odkryli, że pentekostalizm jest bliski dla ich afrykańskich korzeni i jest to powodem sukcesu pentekostalizmu w Portoryko .

## Statystyki
W roku 2010 katolicy stanowili 71%, a protestanci 23,5% (z czego większość stanowili zielonoświątkowcy) .
Zielonoświątkowe denominacje :
- Iglesia de Dios Pentecostal (Zielonoświątkowy Kościół Boży) – 82 tysięcy członków, 592 zborów
- Asambleas de Dios (Zbory Boże) – 22 100 członków, 326 zborów
- Iglesia de Dios (Kościół Boży) – 19 800 członków, 275 zborów
- Hermandad de Iglesias Cristianas Carismáticas – 9 tysięcy, 150 zborów
- Iglesia Universal de Jesucristo (Uniwersalny Kościół Jezusa Chrystusa) – 8 890 członków, 100 zborów
- Iglesia Internacional del Evangelio Cuadrangular (Kościół Poczwórnej Ewangelii) – 3,5 tysiące członków, 45 zborów
- Iglesia Pentecostal Unida (Zjednoczony Kościół Zielonoświątkowy) – 1 763 członków, 47 zborów
- Iglesia de Dios de la Profecía – 1 300 członków, 31 zborów
- pozostałe denominacje oraz lokalne zbory zielonoświątkowe – 267 081 członków, 2 968 zborów